# نادي المصدر
نادي المصدر الرياضي هو نادي رياضي فلسطيني في قرية المصدر في محافظة دير البلح في قطاع غزة، أسس النادي عام 2003، ويلعب كرة القدم في دوري قطاع غزة للدرجة الثانية بعد أن صعد من دوري قطاع غزة الدرجة الثالثة موسم 2019–20.

## إنجازات
- دوري قطاع غزة الدرجة الثالثة:
  - 2019–20

## روابط خارجية
- صفحة النادي على موقع فيسبوك